# FC Liria Berlin
Der FC Liria Berlin (offiziell: F.C. Liria e. V.) ist ein Fußball- und Futsalverein aus Berlin. Die Futsalmannschaft wurde im Jahre 2016 deutscher Vizemeister.

## Geschichte
Der Verein wurde im Jahre 1985 von in Berlin lebenden Kosovo-Albanern gegründet. Die erste Fußballmannschaft spielte von 2006 bis 2012 sowie seit 2013 in der Bezirksliga. Erfolgreicher ist die Futsalmannschaft des FC Liria, die im Jahre 2015 nordostdeutscher Vizemeister hinter dem VfL 05 Hohenstein-Ernstthal wurde. Ein Jahr später wurden die Berliner erneut Vizemeister der nunmehr Regionalliga Nordost genannten höchsten Spielklasse und qualifizierten sich nach einer Regeländerung für die deutsche Meisterschaft. Über die Stationen FC Portus Pforzheim, TuS Kirchberg und TSV Weilimdorf zog der FC Liria ins Endspiel ein. Dort mussten die Berliner beim Titelverteidiger und Rekordmeister Hamburg Panthers antreten und verloren mit 2:4. Ein Jahr später qualifizierten sich die Berliner erneut für die deutsche Meisterschaft, scheiterte aber bereits in der Vorrunde am SV Pars Neu-Isenburg. 

### Bundesliga (ab 2023)
Als Meister der Futsal-Regionalliga Nordost qualifizierten sich die Berliner für die Relegation zur Futsal-Bundesliga, in welcher man sich gegen die Futsal Panthers Köln und den Harburger SC durchsetzen konnte. Somit ist Liria der zweite Berliner Club in der Futsal-Bundesliga nach 1894 Berlin.

## Erfolge
- Deutscher Futsal-Vizemeister: 2016
- Nordostdeutscher Futsal-Vizemeister: 2015, 2016, 2017
- Berliner Futsal-Meister: 2015, 2016
- Meister NOFV-Futsal Liga